# فرودگاه آمبریز
فرودگاه آمبریز (به انگلیسی: Ambriz Airport) یک فرودگاه با کد یاتا AZZ است . این فرودگاه در شهر آمبریز کشور آنگولا قرار دارد و در ارتفاع ۴۴ متری از سطح دریا واقع شده است.